# Elasis
Elasis D.R.Hunt – rodzaj roślin z rodziny komelinowatych. Obejmuje dwa gatunki, z których jeden (E. guatemalensis)
występuje w Ameryce Środkowej, na obszarze od południowego Meksyku do Nikaragui, a drugi  (E. hirsuta) jest endemitem Ekwadoru w Ameryce Południowej.

## Morfologia
PokrójWieloletnie, zielne, wzniesione, pnące, wijące lub rzadziej płożące pnącza o długości do 5 metrów.
KorzenieWłókniste.
LiścieUlistnienie naprzemianległe (dwuszeregowe). Blaszki liściowe siedzące lub nibyogonkowe, asymetryczne.
KwiatyZebrane w dwurzędki, siedzące lub niemal siedzące na pędzie, wyrastające wierzchołkowo lub w kątach liści, pojedynczo lub do czterech (pięciu) zebranych w luźny pęczek. Oś główna dwurzędki niepozorna. Podsadka zredukowana i rurkowata. Przysadki jajowate do trójkątnych, szkliste. Okwiat promienisty, sześciolistkowy; listki okwiatu wolne, w zewnętrznym okółku fioletowe lub szkliste, w wewnętrznym białe, niekiedy niebieskie lub różowe do purpurowych. Sześć pręcików równej wielkości, o bródkowatych nitkach i popękanych główkach. Pylniki położone pod skośnym kątem, skierowanym na zewnątrz od osi kwiatu. Zalążnia trójkomorowa z dwoma zalążkami w każdej komorze. Szyjka słupka wydłużona, prosta, zwieńczona uciętym lub główkowatym znamieniem.
OwocePękające komorowo, cienkościenne, matowe torebki, zawierające eliptyczne do nerkowatych nasiona.

## Systematyka
Pozycja systematycznaRodzaj z podplemienia Tradescantiinae w plemieniu Tradescantieae podrodziny Commelinoideae w rodzinie komelinowatych (Commelinaceae). W niektórych ujęciach rodzaj uznawany jest za monotypowy z gatunkiem Elasis hirsuta.
Wykaz gatunków
- Elasis guatemalensis (C.B.Clarke) M.Pell. (w niektórych ujęciach zaliczany do rodzaju trzykrotka[3])
- Elasis hirsuta (Kunth) D.R.Hunt